# Patrimoni dell'umanità d'Israele
I patrimoni dell'umanità d'Israele sono i siti dichiarati dall'UNESCO come patrimonio dell'umanità in Israele, che è divenuto parte contraente della Convenzione sul patrimonio dell'umanità il 6 ottobre 1999.
Al 2020 i siti iscritti nella Lista dei patrimoni dell'umanità sono nove, mentre diciotto sono le candidature per nuove iscrizioni. I primi due siti israeliani sono stati iscritti nella lista nel 2001, durante la venticinquesima sessione del comitato del patrimonio mondiale: Masada e la città vecchia di Acri. Gli altri siti furono aggiunti nel 2003, 2005 (due), 2008, 2012, 2014 e 2015. Tutti i siti sono considerati culturali, secondo i criteri di selezione.
La Città Vecchia di Gerusalemme è un sito culturale riconosciuto dal comitato del patrimonio mondiale nel 1981; essa è all'interno di Gerusalemme Est, che è sotto il controllo israeliano dal 1967, ma non è riconosciuto come territorio facente parte di Israele dalle Nazioni Unite (e dalle sue agenzie, tra cui l'UNESCO) e da molte nazioni. Il sito è stato proposto come patrimonio dell'umanità nel 1981 dalla Giordania, che ritirò le sue pretese sulla città nel 1988. A causa del perdurare del conflitto israelo-palestinese e dell'incerto status della città, questo sito è iscritto nella Lista dei patrimoni dell'umanità in pericolo dal 1982.

## Siti del Patrimonio mondiale
| Foto | Sito                                                                                                | Luogo                                     | Tipo                              | Anno | Descrizione |
| ---- | --------------------------------------------------------------------------------------------------- | ----------------------------------------- | --------------------------------- | ---- | --- |
|      | Masada                                                                                              | Consiglio regionale Tamar                 | Culturale (1040; iii, iv, vi)     | 2001 | Masada è un'aspra fortezza naturale, di maestosa bellezza, nel deserto della Giudea che si affaccia sul Mar Morto. È un simbolo dell'antico regno di Israele, della sua violenta distruzione e dell'ultima resistenza dei patrioti ebrei di fronte all'esercito romano, nel 73 d.C. Fu costruito come un complesso di palazzi, nello stile classico del primo impero romano, da Erode il Grande, re di Giudea tra il 37 e il 4 a.C. Gli accampamenti, le fortificazioni e la rampa d'attacco che circondano il monumento costituiscono le più complete opere d'assedio romane sopravvissute ai giorni nostri. |
|      | Città vecchia di Acri                                                                               | Acri                                      | Culturale (1042; ii, iii, v)      | 2001 | Acri è una storica città portuale fortificata con insediamenti continui dal periodo fenicio. La città attuale è una caratteristica città fortificata ottomana risalente al XVIII e XIX secolo, con componenti urbane tipiche come la cittadella, le moschee, i khan e le terme. I resti della città dei crociati, datati dal 1104 al 1291, giacciono quasi intatti, sia sopra che sotto l'attuale livello stradale, fornendo un quadro eccezionale della disposizione e delle strutture della capitale del regno medievale dei crociati di Gerusalemme. |
|      | Città Bianca di Tel Aviv - il Movimento Moderno                                                     | Tel Aviv                                  | Culturale (1096; ii, iv)          | 2003 | Tel Aviv è stata fondata nel 1909 e si è sviluppata come città metropolitana sotto il mandato britannico in Palestina. La Città Bianca è stata costruita dall'inizio degli anni '30 fino agli anni '50, sulla base del piano urbano di Sir Patrick Geddes, che riflette i moderni principi di pianificazione organica. Gli edifici sono stati progettati da architetti che si sono formati in Europa dove hanno esercitato la loro professione prima di immigrare. Hanno creato un eccezionale insieme architettonico del Movimento Moderno in un nuovo contesto culturale. |
|      | Via dell'incenso - città del deserto nel Negev                                                      | Consiglio regionale Ramat HaNegev, Dimona | Culturale (1107; iii, v)          | 2005 | Le quattro città nabatee di Haluza, Mamshit, Avdat e Shivta, insieme alle fortezze associate e ai paesaggi agricoli nel deserto del Negev, sono disseminate lungo le rotte che le collegano all'estremità mediterranea della via dell'incenso e delle spezie. Insieme riflettono il commercio estremamente redditizio di incenso e mirra dall'Arabia meridionale al Mediterraneo, che fiorì dal III secolo a.C. fino al II secolo d.C. Con le vestigia dei loro sofisticati sistemi di irrigazione, costruzioni urbane, fortezze e caravanserragli, testimoniano il modo in cui l'aspro deserto è stato colonizzato per il commercio e l'agricoltura. |
|      | Tell biblici - Megiddo, Hazor, Be'er Sheva                                                          | Be'er Sheva, Hatzor HaGlilit, Megiddo     | Culturale (1108; ii, iii, iv, vi) | 2005 | I tell (insediamenti a tumulo preistorici), sono caratteristici delle terre pianeggianti del Mediterraneo orientale, in particolare Libano, Siria, Israele e Turchia orientale. Di più di 200 tell in Israele, Megiddo, Hazor e Be'er Sheva sono rappresentativi perché contengono resti di città con collegamenti biblici. I tre tell presentano anche alcuni dei migliori esempi nel Levante di elaborati sistemi di raccolta delle acque sotterranee dell'età del ferro, creati per servire le comunità urbane. Le loro tracce di costruzione nel corso dei millenni riflettono l'esistenza di un'autorità centralizzata, una prospera attività agricola e il controllo di importanti rotte commerciali. |
|      | Luoghi santi Baha'i a Haifa e nella Galilea occidentale                                             | Acri, Haifa, Mazra'a                      | Culturale (1220; iii, vi)         | 2008 | I luoghi santi Bahá'i a Haifa e nella Galilea occidentale sono iscritti per il loro profondo significato spirituale e per la testimonianza che portano alla forte tradizione del pellegrinaggio nella fede bahá'i. La proprietà comprende i due luoghi più sacri della religione bahá'í associati ai fondatori, il Santuario di Bahá'u'lláh ad Acri e il Santuario del Báb a Haifa, insieme ai giardini circostanti, agli edifici e ai monumenti associati. Questi due santuari fanno parte di un più ampio complesso di edifici, monumenti e siti in sette luoghi distinti a Haifa e nella Galilea occidentale che vengono visitati come parte del pellegrinaggio Bahá'i. |
|      | Siti dell'evoluzione umana presso il monte Carmelo: grotte di Nahal Me'arot / Wadi el-Mughara       | Haifa                                     | Culturale (1393; iii, v)          | 2012 | Situato sulle pendici occidentali della catena del Monte Carmelo, il sito comprende le grotte di Tabun, Jamal, el-Wad e Skhul. Novant'anni di ricerca archeologica hanno rivelato una sequenza culturale di durata ineguagliabile, fornendo un archivio della prima vita umana nel sud-ovest asiatico. Questa proprietà di 54 ettari contiene depositi culturali che rappresentano almeno 500 000 anni di evoluzione umana che dimostrano l'esistenza unica di uomini di Neanderthal e primi uomini anatomicamente moderni all'interno dello stesso quadro culturale del Paleolitico medio, il Musteriano. Le prove di numerose sepolture natufiane e della prima architettura in pietra rappresentano il passaggio da uno stile di vita di cacciatori-raccoglitori all'agricoltura e all'allevamento di animali. Di conseguenza, le grotte sono diventate un sito chiave del quadro crono-stratigrafico per l'evoluzione umana in generale, e la preistoria del Levante in particolare. |
|      | Grotte di Maresha e Bet-Guvrin nel bassopiano della Giudea come microcosmo della Terra delle grotte | Consiglio regionale Yoav                  | Culturale (1370; v)               | 2014 | Il sito archeologico contiene circa 3500 camere sotterranee distribuite tra distinti complessi scolpiti nel gesso morbido spesso e omogeneo della Bassa Giudea sotto le antiche città di Maresha e Bet Guvrin. Situato all'incrocio delle rotte commerciali verso la Mesopotamia e l'Egitto, il sito testimonia il mosaico delle culture della regione e la loro evoluzione nel corso di oltre 2000 anni dall'VIII secolo a.C., quando fu costruita Maresha, la più antica delle due città, al tempo dei crociati. Queste grotte scavate fungevano da cisterne, frantoi, bagni, colombari, stalle, luoghi di culto, nascondigli e, alla periferia delle città, aree di sepoltura. Alcune delle camere più grandi presentano archi a volta e pilastri di sostegno. |
|      | Necropoli di Beit She'arim: punto di riferimento del rinnovamento ebraico                           | Kiryat Tivon                              | Culturale (1471; ii, iii)         | 2015 | Composta da una serie di catacombe, la necropoli si sviluppò a partire dal II secolo d.C. come principale luogo di sepoltura ebraica fuori Gerusalemme in seguito al fallimento della seconda rivolta ebraica contro il dominio romano. Situate a sud-est della città di Haifa, queste catacombe sono un tesoro di opere d'arte e iscrizioni in greco, aramaico, ebraico e palmireno. Beit She'arim presenta una testimonianza unica dell'antico giudaismo sotto la guida del rabbino Giuda il Patriarca, a cui è attribuito il rinnovamento ebraico dopo il 135 d.C.. |

### Siti del Patrimonio mondiale situati a Gerusalemme
| Foto | Sito                                       | Luogo       | Tipo                         | Anno | Descrizione |
| ---- | ------------------------------------------ | ----------- | ---------------------------- | ---- | --- |
|      | Città vecchia di Gerusalemme e le sue mura | Gerusalemme | Culturale (148; ii, iii, vi) | 1981 | In quanto città santa per l'ebraismo, il cristianesimo e l'islam, Gerusalemme è sempre stata di grande importanza simbolica. Tra i suoi 220 monumenti storici spicca la Cupola della Roccia: costruita nel VII secolo, è decorata con bellissimi motivi geometrici e floreali. È riconosciuta da tutte e tre le religioni come il luogo del sacrificio di Abramo. Il Muro del Pianto delimita i quartieri delle diverse comunità religiose, mentre la rotonda della Resurrezione nella Chiesa del Santo Sepolcro ospita la tomba di Cristo. |

## Siti candidati
| Foto | Sito                                                     | Luogo                                     | Tipo                                    | Anno       | Descrizione |
| ---- | -------------------------------------------------------- | ----------------------------------------- | --------------------------------------- | ---------- | --- |
|      | Porta ad arco triplo presso Dan e sorgenti del Giordano  | Alta Galilea                              | Misto (1469; iv, vi, vii, x)            | 30/06/2000 | Delle tre sorgenti del Giordano, il Dan è la più grande e significativa. Le sorgenti sono alimentate dalla neve e dalla pioggia che cadono sul Monte Hermon e sulla Galilea. Nel 1966 una squadra guidata da Abraham Biran iniziò a scavare a Tel Dan. Le scoperte impressionanti includevano sezioni di imponenti mura e porte, nonché un sito rituale che risale al tempo di eventi drammatici raccontati nella Bibbia. Importante è stata la scoperta di una porta della città completa di mattoni di fango risalente all'età del bronzo medio; l'elemento più notevole di questa porta sono i tre archi intatti, i primi archi completi trovati nel mondo. |
|      | Prime sinagoghe in Galilea                               | Distretto Settentrionale                  | Culturale (1470; iii, vi)               | 30/06/2000 | Le prime sinagoghe della Galilea furono i primi edifici di culto monoteistico in cui le persone adoravano senza idoli. Erano anche i luoghi prototipici in cui Gesù pregava. I resti di ben 50 diverse sinagoghe furono identificati in Galilea, uno dei siti dove le sinagoghe erano più concentrate nel mondo in quel tempo. Queste prime sinagoghe includevano quelle di Meron, Gush Halav, Navorin, Bar Am, Bet Alfa, Korazim e Cafarnao sul mare di Galilea. |
|      | Viaggi in Galilea di Gesù e degli apostoli               | Distretto Settentrionale                  | Culturale (1471; iii, vi)               | 30/06/2000 | Gesù di Nazaret e i suoi discepoli dal nord del Mar di Galilea vivevano e lavoravano nelle città, nei villaggi e nelle campagne della Bassa Galilea. La regione tra Nazareth e Cafarnao ha subito molti cambiamenti dal periodo del Secondo Tempio. Molti pellegrini e visitatori cammineranno sulle orme di Gesù e degli Apostoli, per vivere le loro prove e tribolazioni. Il percorso costituisce un filo conduttore che collega i luoghi di pellegrinaggio sacri alla cristianità, accanto ai siti naturali e culturali, al paesaggio e alle comunità locali. Alcuni siti come Nazareth, Tiberiade e Kafar Kana sono diventati città moderne mentre altri sono diventati rovine, come Sepheris e Cafarnao.                                                       |
|      | Mare di Galilea e i suoi siti antichi                    | Distretto Settentrionale                  | Misto (1473)                            | 30/06/2000 | Il Mare di Galilea, a -210 metri sotto il livello del mare, è il principale bacino di acqua dolce della Rift Valley con forme uniche e sorgenti sotterranee tra cui sorgenti di acqua calda. Il mare ospita 27 tipi di pesce, molti dei quali endemici. La superficie dell'acqua è di 168 chilometri quadrati mentre il perimetro è di 55 chilometri, densamente popolato nel corso delle generazioni. Le città di Tiberiade e Hammat Gader così come Korazim, Kursi, Cafarnao e Tabgha circondano il Mar di Galilea contribuendo all'autenticità culturale unica della zona. |
|      | Horvat Minnim                                            | Emek HaYarden                             | Culturale (1474; iv)                    | 30/06/2000 | Horvat Minnim è stato costruito nel periodo omayyade in una ricca zona agricola ed era probabilmente il palazzo di un proprietario terriero principesco. Deve certamente essere collegato con uno stabilimento balneare di epoca bizantina non più esistente, situato a circa 200 metri a nord-ovest. |
|      | Arbel (Arbel, Nebe Shueb, Corni di Hattin)               | Bassa Galilea                             | Misto (1475)                            | 30/06/2000 | Tre componenti formano un sito integrato e contiguo. L'antico insediamento di Arbel è un sito riconosciuto dei primi studiosi della Torah durante il periodo del Secondo Tempio, dove furono costruiti luoghi di studio ebraico. Arbel è anche nota per le sue grotte fortificate uniche dove si nascondevano i lealisti asmonei che combattevano gli zeloti galilei. Situato vicino a Karnei Hittim, Nebe Shueb è il sito della tomba di Ietro, suocero di Mosè e il punto focale per il pellegrinaggio annuale dei Drusi, che lo considerano il sito più sacro in Israele. I Corni di Hattin, è il sito di una grande battaglia tra arabi e crociati nell'anno 1187, che segna l'inizio della fine del regno dei crociati in Palestina.                            |
|      | Degania e Nahalal                                        | Emek HaYarden, Valle di Jezreel           | Culturale (1478; v, vi)                 | 30/06/2000 | Questi due insediamenti rappresentano l'istituzione dei primi kibbutz e moshav con disegni e forma fisica che rappresentano i modelli ideologico-sociali della fine del XIX e dell'inizio del XX secolo. Questi modelli sono il risultato diretto delle idee preparate dall'Utopia scritta da Thomas Moore nel 1516. |
|      | Beit She'an                                              | Beit She'an                               | Culturale (1479; ii, iv, v, vi)         | 30/06/2000 | Bet She'an, l'unica delle dieci città della Decapoli a ovest del Giordano, è una delle città più antiche del Vicino Oriente e un crocevia per la Mezzaluna Fertile. I resti di una ventina di strati di insediamenti, risalenti al quinto millennio a.C., sono stati scoperti presso il tell sulle rive del fiume Harod. L'importanza unica di Bet She'an sin dai tempi antichi è il risultato di una combinazione di fattori, tra cui la sua posizione in un importante crocevia, la fertile terra che la circonda e l'abbondanza di acqua che si trova nelle vicinanze. |
|      | Cesarea marittima                                        | Cesarea                                   | Culturale (1480; ii, iv, v, vi)         | 30/06/2000 | Cesarea è situata sulla costa mediterranea, presso insenature poco profonde che si sono formate dall'erosione delle onde. Queste baie uniche sono state utilizzate nel corso della storia per l'ancoraggio delle navi e hanno reso Cesarea un importante porto di scalo nel Mediterraneo. Durante la dominazione persiana, i Fenici costruirono un insediamento sul litorale di una delle baie. Nell'anno 30 a.C. il villaggio fu assegnato a Erode, che costruì una grande città portuale sul sito, e la chiamò Cesarea in onore del suo patrono Ottaviano Augusto Cesare. |
|      | Moschea Bianca a Ramla                                   | Ramla                                     | Culturale (1482; ii, iv)                | 30/06/2000 | Ramla è stata fondata all'inizio dell'VIII secolo dal califfo omayyade Sulayman ibn Abd al-Malik, come prima città islamica. Nel corso dei secoli Ramla è stata un importante centro amministrativo lungo il collegamento tra la Via Maris e Gerusalemme. La maggior parte della città degli Omayyadi è ora coperta da costruzioni successive. Solo nella moschea degli Omayyadi, chiamata Moschea Bianca, sono stati conservati diversi resti di quel periodo, nonché una serie di volte sotterranee e cisterne. Il suo minareto quadrato, che fu ricostruito dai Mamelucchi, è la struttura prominente della Ramla medievale. Vicino alla torre si trova la tomba di Nabi Salih, che è un luogo di pellegrinaggio regolare, e un cimitero musulmano ancora in uso. |
|      | Gerusalemme (estensione)                                 | Gerusalemme                               | Culturale (1483; i, ii, iii, iv, v, vi) | 30/06/2000 | La Città Vecchia e i bastioni di Gerusalemme è un sito iscritto nella Lista del Patrimonio Mondiale. Le mura rappresentano i confini ottomani del XVI secolo e racchiudono al suo interno i siti costruiti del Monte del Tempio/Haram el-Sharif e i santuari cristiani della Chiesa del Santo Sepolcro e della Via Dolorosa. Il contesto geostorico della Città Vecchia comprende la Valle del Cedron/Valle di Giosafat e la Valle di Hinom racchiusa dalle colline circostanti: il Monte Scopus, il Monte degli Ulivi, la Collina del Cattivo Consiglio e il Monte Sion. |
|      | Monte Karkom                                             | Consiglio regionale Ramat HaNegev         | Culturale (1488; iii, v)                | 30/06/2000 | Il monte Karkom si trova nel deserto meridionale del Negev, all'estremità settentrionale di Nahal Paran, e fornisce tra i migliori esempi al mondo di incisioni rupestri. L'accesso alla montagna è difficile a causa delle sue falesie a picco, che si innalzano a circa 300 metri sopra i dintorni. Il prominente altopiano, a circa 800 metri sul livello del mare, può essere raggiunto per mezzo di due antichi sentieri principali: uno comprende un passaggio di gradini in parte scavati nell'antichità, e l'altro è a forma di serpente, con concentrazioni di alcune delle migliori incisioni rupestri e pilastri in un ambiente desertico. Sul monte Karkom sono stati trovati oltre 100 siti paleolitici, per la maggior parte del Paleolitico medio.    |
|      | Timna                                                    | Consiglio regionale Hevel Eilot           | Misto (1489)                            | 30/06/2000 | La Valle del Timna, a nord del Golfo di Eilat/Aqaba, all'interno della Rift Valley, è una grande formazione semicircolare di erosione contenente quattro uadi che corrono dalle falesie di Timna a Nahal Arava. Timna offre un notevole esempio di archeologia industriale, poiché era il sito di antiche miniere e fonderie di minerali. |
|      | Fortezze crociate                                        | Atlit, Herzliya, Distretto Settentrionale | Culturale (1491; iv, v, vi)             | 30/06/2000 | Le fortezze costruite tra il XII e il XV secolo - Montfort, Belvoir, Atlit, Arsuf (così come Acri e Cesarea) - testimoniano un ampio movimento architettonico europeo in Terra santa in questa serie di notevoli fortezze costruite nel corso delle conquiste crociate. La fortezza era il centro del potere e dell'amministrazione per i crociati, esemplificando i modelli di insediamento tradizionale dell'epoca, ulteriormente riflessa nella loro attenzione ai dettagli e alle dimensioni e ciascuno in rappresentanza di vari Ordini: Teutonico, Ospitalieri e Templari. |
|      | Paese dei makhtesh                                       | Distretto Meridionale                     | Misto (1486)                            | 30/09/2001 | Il Negev, la metà meridionale di Israele, è un colorato deserto roccioso e il suo centro è dominato da crinali anticlinali orientati nordest-sudovest. Le creste di quattro di questi crinali ospitano cinque valli profonde e mozzafiato, che hanno in comune caratteristiche uniche: sono circondate da pareti ripide, costruite in calcare duro e dolomite nella metà superiore e arenaria friabile nella parte inferiore. Ciascuna di queste valli è prosciugata da un singolo letto di fiume stretto. Una valle chiusa così unica è chiamata makhtesh (plurale makhteshim), la parola ebraica per mortaio. |
|      | Great Rift Valley - rotte migratorie - Hula              | Distretto Settentrionale                  | Naturale (1886)                         | 15/04/2004 | La valle di Hula è una regione agricola nel nord di Israele con abbondante acqua dolce; era il lago Hula, prima del suo drenaggio. È un importante scalo per gli uccelli che migrano lungo la Rift Valley siriano-africana tra Africa, Europa e Asia. |
|      | Lifta (Mey Naftoah) - villaggio tradizionale di montagna | Distretto di Gerusalemme                  | Culturale (6061; ii, iii, v)            | 05/02/2015 | L'unico villaggio palestinese storico intatto, a causa del suo abbandono nel 1948, non è mai stato rioccupato, né demolito, conservando così nel modo più autentico tutti gli elementi di borgo collinare del Mediterraneo orientale. Tutti gli altri villaggi simili sono stati distrutti o hanno continuato ad essere abitati, quindi si sono evoluti perdendo la maggior parte della loro autenticità e integrità. La tipologia delle case in questo villaggio presenta una diversità di alloggi tradizionali senza paralleli nel loro stato di conservazione, autenticità, integrità e varietà. |
|      | Ein Kerem, un villaggio e il suo paesaggio culturale     | Gerusalemme                               | Culturale (6062; ii, iii, v, vi)        | 05/02/2015 | Ein Karem è uno storico villaggio di montagna, di diverse migliaia di anni. È tradizionalmente conosciuto come il luogo d'origine delle pietre utilizzate per costruire il Secondo Tempio ebraico, e secondo i reperti archeologici esisteva già prima del periodo romano. Divenne importante per il cristianesimo, perché la sua sorgente è nota nel Nuovo Testamento come il luogo della Visitazione. Negli anni successivi furono costruiti monasteri e chiese e si sviluppò un ricco villaggio. Comprendeva una vasta area con ambiente intatto, con attiva agricoltura di montagna. I ricchi, di solito cristiani arabi, hanno costruito le loro case nel villaggio, ancora abitato e conservato.                                                               |